# イゾレッラ
イゾレッラ（伊: Isorella）は、イタリア共和国ロンバルディア州ブレシア県にある、人口約4,100人の基礎自治体（コムーネ）。

## 地理

### 位置・広がり

#### 隣接コムーネ
隣接するコムーネは以下の通り。
- カルヴィザーノ
- ガンバラ
- ゲーディ
- ゴットレンゴ
- レメデッロ
- ヴィザーノ

### 地震分類
イタリアの地震リスク階級 (it) では、3 に分類される
。